# University of Baltimore

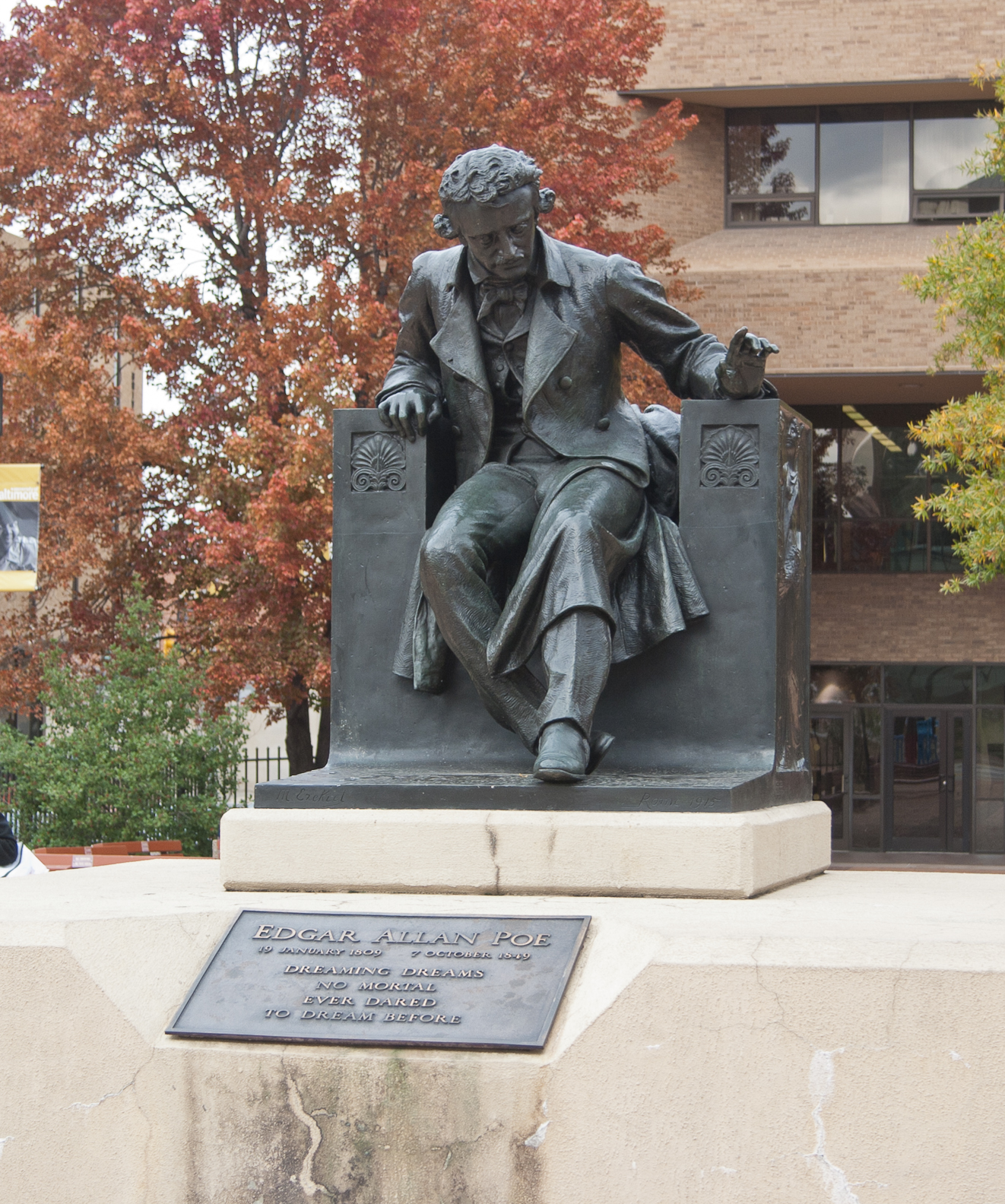

University of Baltimore (UB eller  UBalt), är ett delstatligt universitet i Baltimore i Maryland i USA, grundat 1925.